# Campionat del món de ciclisme en pista de 1952
El Campionat Mundial de Ciclisme en Pista de 1952 es va celebrar a París (França) del 26 al 31 d'agost de 1952.
Les competicions es van celebrar al Parc dels Prínceps de París. En total es va competir en 5 disciplines, 3 de professionals i 2 d'amateurs.

## Resultats

### Masculí

#### Professional
| Prova                 | Or                           | Argent                       | Bronze                      |
| Velocitat individual  | Oscar Plattner · Suïssa      | Georges Senfftleben · França | Jan Derksen · Països Baixos |
| Persecució individual | Sydney Patterson · Austràlia | Antonio Bevilacqua · Itàlia  | Lucien Gillen · Luxemburg   |
| Darrere moto          | Adolph Verschueren · Bèlgica | Walter Lohmann · RFA         | Henri Lemoine · França      |

#### Amateur
| Prova                 | Or                               | Argent                    | Bronze                     |
| Velocitat individual  | Enzo Sacchi · Itàlia             | Marino Morettini · Itàlia | Cyril Peacock · Regne Unit |
| Persecució individual | Piet van Heusden · Països Baixos | Mino De Rossi · Itàlia    | Loris Campana · Itàlia     |

## Medaller
| Pos. | País          | Or | Plata | Bronze | Total |
| 1    | Itàlia        | 1  | 3     | 1      | 5     |
| 2    | Països Baixos | 1  | 0     | 1      | 2     |
| 3    | Austràlia     | 1  | 0     | 0      | 1     |
| -    | Bèlgica       | 1  | 0     | 0      | 1     |
| -    | Suïssa        | 1  | 0     | 0      | 1     |
| 6    | França        | 0  | 1     | 1      | 2     |
| 7    | RFA           | 0  | 1     | 0      | 1     |
| 8    | Regne Unit    | 0  | 0     | 1      | 1     |
| -    | Luxemburg     | 0  | 0     | 1      | 1     |